# Pometon
Pometon és una multinacional italiana que fabrica pólvores metàl·liques. És l'única empresa a nivell mundial del sector que produeix materials fèrrics i no-fèrrics (principalment Cu, Sn, Zn) i grànuls d'acer avançat.
Entre els principals sectors d'aplicació dels materials que fabrica el grup Pometon s'hi troben els components sinteritzats, aplicacions electromagnètiques, aplicacions químiques i metal·lúrgiques, fricció, eines diamantades, agricultura, recobriment de superfícies, soldadura, etc.

## Història
Els orígens de Pometon es remunten a l'any 1940, quan l'enginyer Sergio Toniolo va fundar l'empresa Polveri e Metalli S.p.A. a Marghera (Venècia), dedicada a la fabricació de pólvores de metalls lleugers (principalment Al, Mg i Ti) per a aplicacions militars (bengales de senyalització i explosius).
L'any 1964, el mateix enginyer Sergio Toniolo va crear una altra empresa a Maerne (Venècia), Metallurgica Toniolo, aquesta vegada dedicada a la fabricació de granalles metàl·liques. Toniolo, juntament amb altres industrials catalans van fundar el 1962 l'empresa Metapol S.A., ubicada a Ripollet.
Més endavant, l'any 1978, l'empresa Metal Powders també va ser fundada per l'enginyer Sergio Toniolo, a Marcon (Venècia), i aquesta estava dedicada a la fabricació de grànuls de magnesi i alumini per a la desulfurització de l'acer. Després de la defunció del fundador, l'any 1987, la gestió de l'empresa va passar en mans de gestors professionals aliens a la família d'aquest.
Tres anys més tard, el 1990, les tres empreses, Polveri e Metalli, Metallurgica Toniolo i Metal Powders es van fusionar en una única gran companyia que va adquirir el nom de Pometon S.p.A. Aleshores la seu central se situava a Maerne i tenien plantes de producció a Marghera i San Giorgio di Nagaro (Itàlia), la ciutat de Luxemburg, Bor (Sèrbia) i Ripollet (Metapol-Catalunya).
El 1996 Metapol, en aquells moments i fins 2010 el major productor de pólvores metàl·liques d'Espanya canvia de nom i passa a formar part del grup Pometon i pren el nom Metapol Espanya.

## Innovació
L'any 2007 l'empresa va decidir fer una aposta clara per les pólvores més fines i els grànuls d'alt valor afegit, amb un augment significatiu dels recursos destinats a la recerca i el desenvolupament. També es van incrementar els convenis de col·laboració amb Universitats i Centres de Recerca de reconegut prestigi, com ara el CEIT de Donostia (Pais Basc).
Com a conseqüència d'aquests esforços, l'any 2010 l'empresa es va veure recompensada per l'EPMA (Associació Europea de Pulverimetal·lúrgia) amb el Premi a l'Excel·lència en la categoria dels Materials de Pulverimetal·lúrgia («Award for Excellence on PM Materials»), pel disseny d'un nou material anomenat Ecosint (acer d'altes prestacions amb baix contingut d'elements aliants).

## Participació en un càrtel europeu
La Comissió Europea va descobrir que el productor italià d'abrasius Pometon S.p.A. infringí les regles antimonopoli de la UE per la participació en un càrtel amb altres companyies europees per coordinar els preus d'abrasius d'acer a Europa i li va aplicar una multa el 2016.